# Sant Miquel de Campmajor
Sant Miquel de Campmajor  ist eine katalanische Gemeinde mit 254 Einwohnern (Stand: 2024) in der Provinz Girona im Nordosten Spaniens. Sie ist Teil der Comarca Pla de l’Estany. Die Gemeinde besteht neben dem Hauptort Sant Miquel de Campmajor aus der Ortschaften Falgons und Sant Martì de Campmajor sowie dem Weiler Roca. 

## Geographische Lage
Sant Miquel de Campmajor liegt etwa 20 Kilometer nordnordwestlich vom Stadtzentrum von Girona in einer Höhe von ca. 220 m.

## Bevölkerungsentwicklung
| Jahr      | 1970 | 1981 | 1991 | 2001 | 2011 | 2021 |
| Einwohner | 439  | 241  | 217  | 201  | 227  | 237  |

## Sehenswürdigkeiten

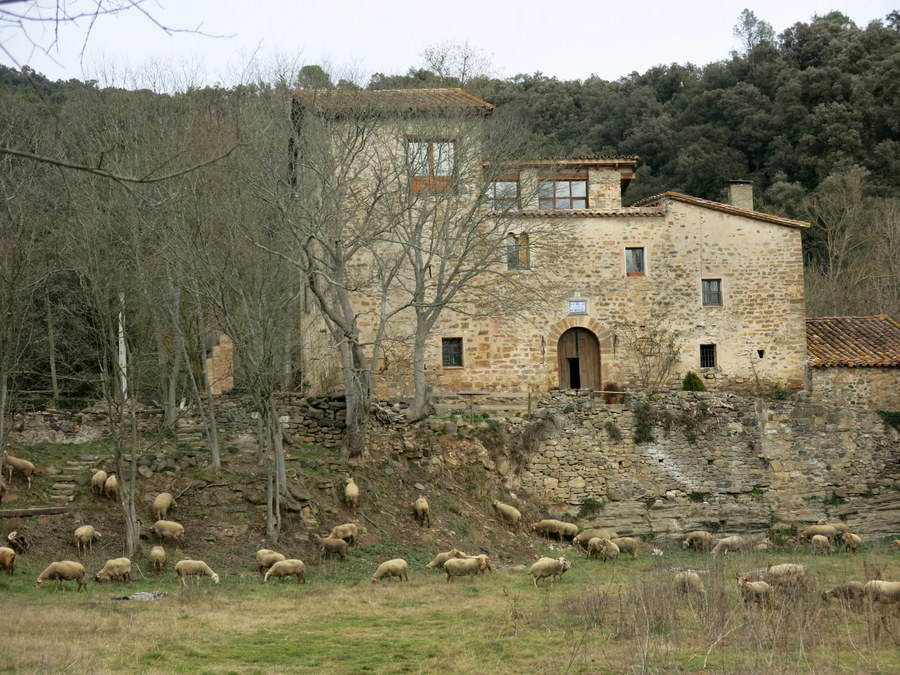
Burgruine von Roca
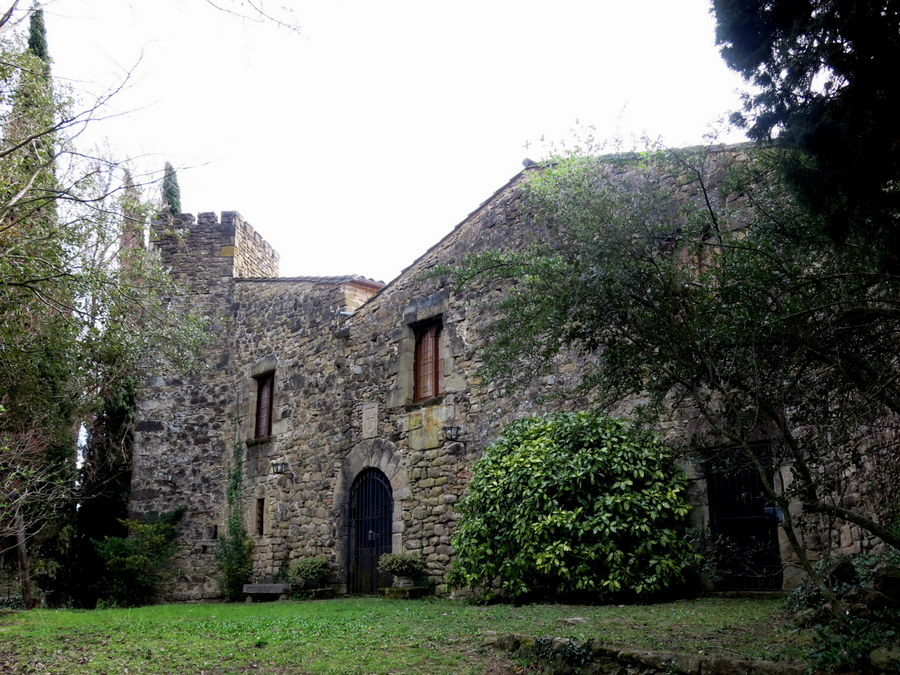
Burganlage von Falgons
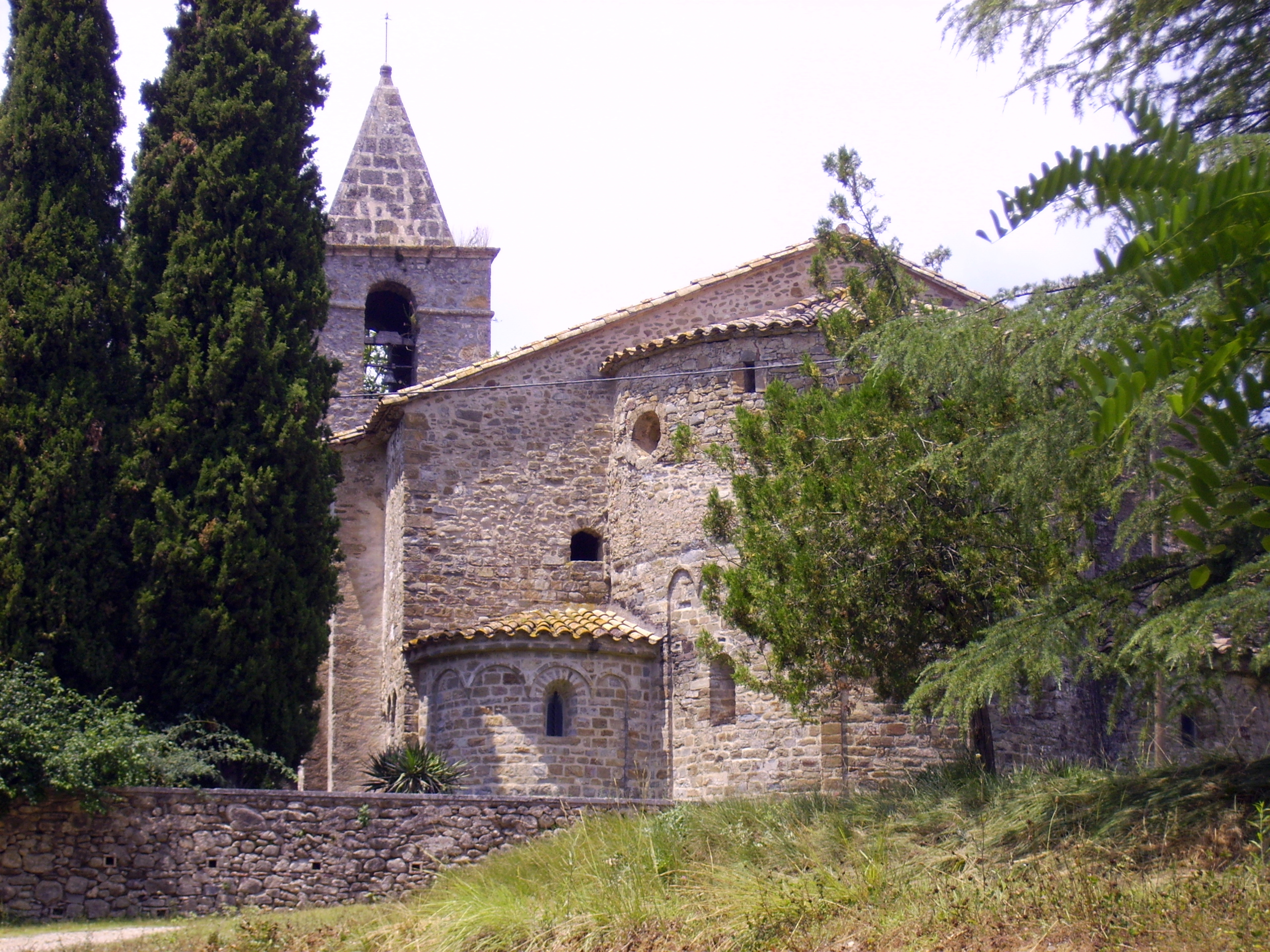
Michaeliskirche
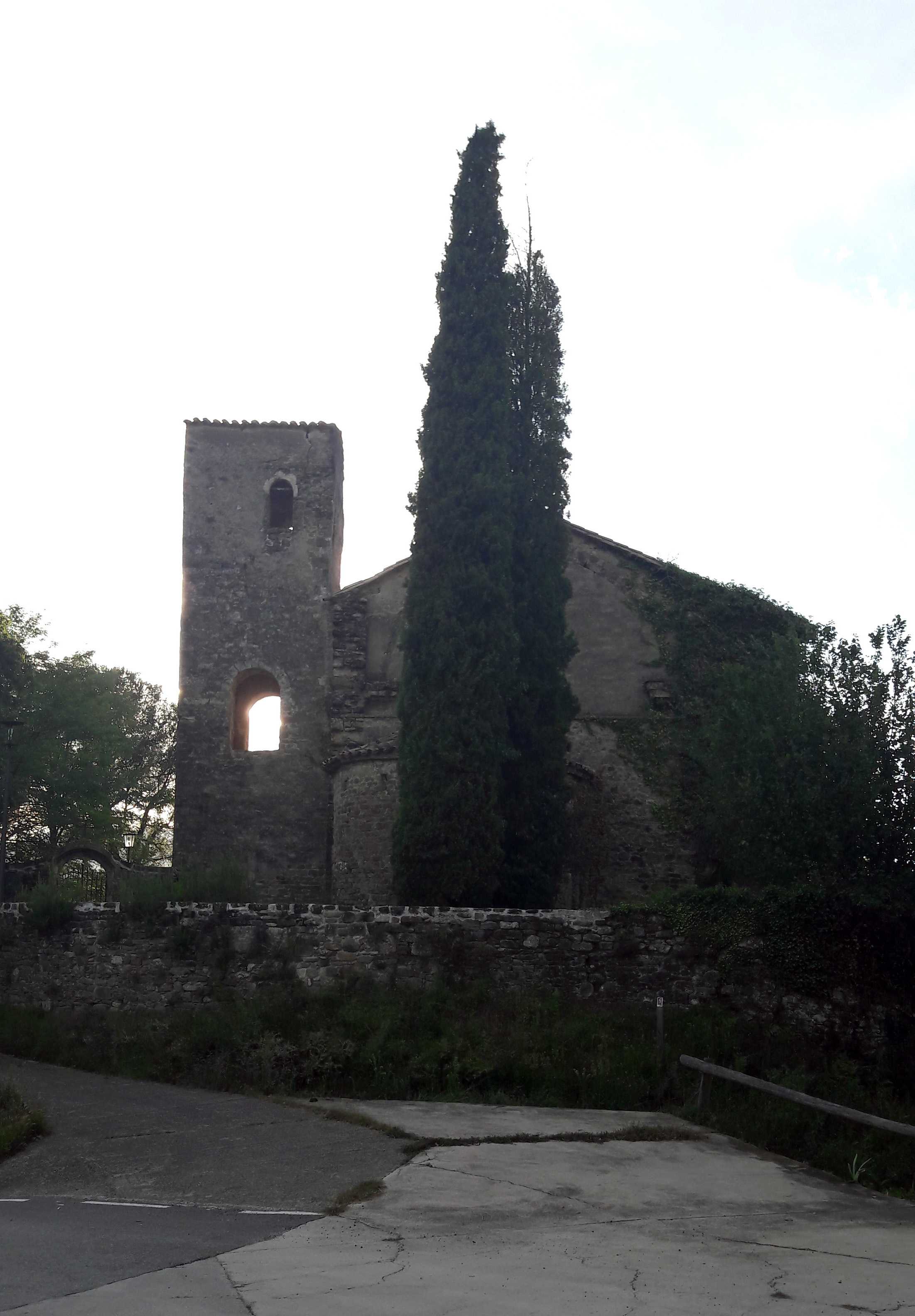
Martinskirche
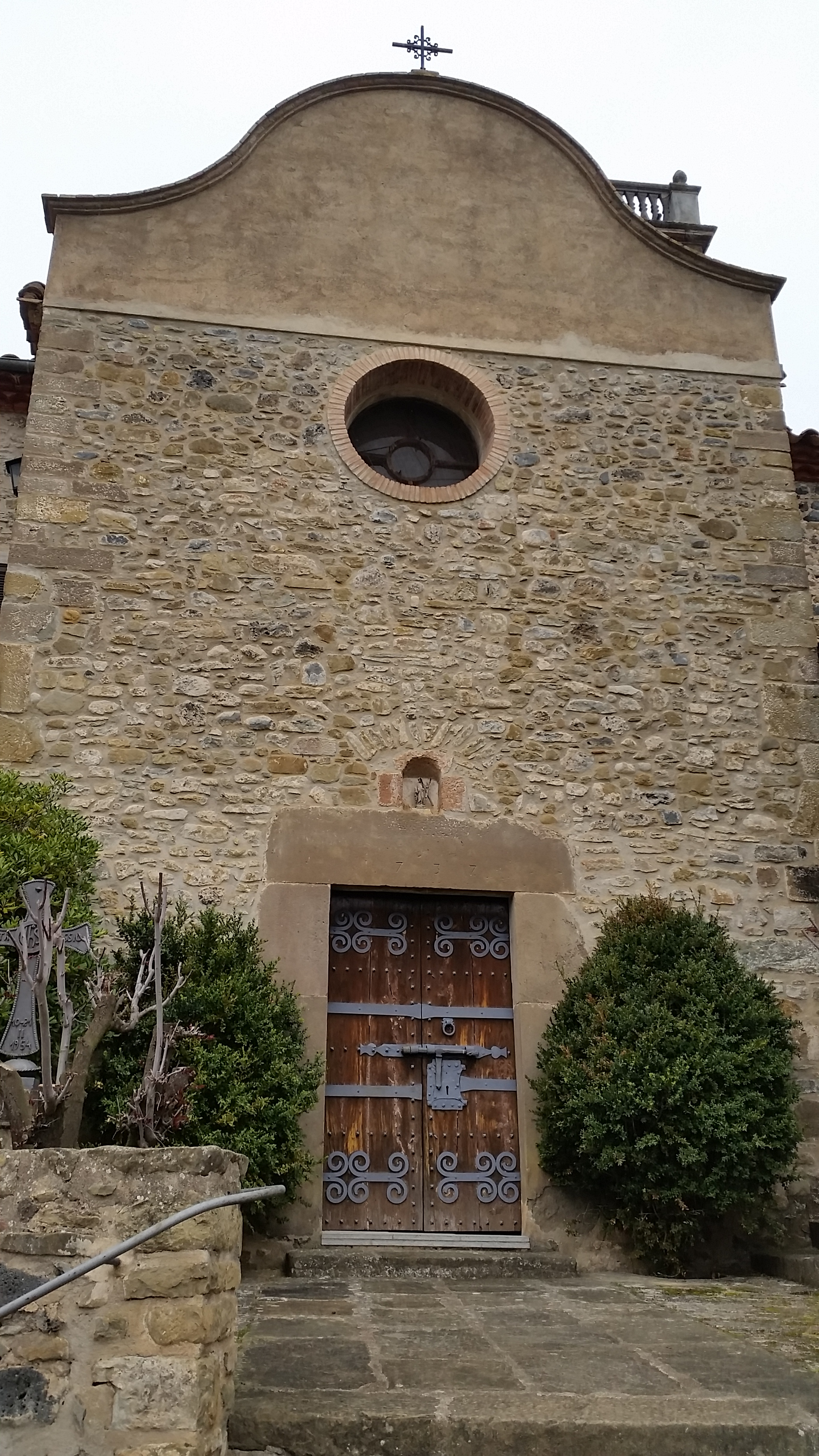
Vinzenzkirche

- Michaeliskirche in Sant Miquel de Campmajor
- Martinskirche in Sant Martì de Campmajor
- Vinzenzkirche in Falgons
- Nazariuskapelle
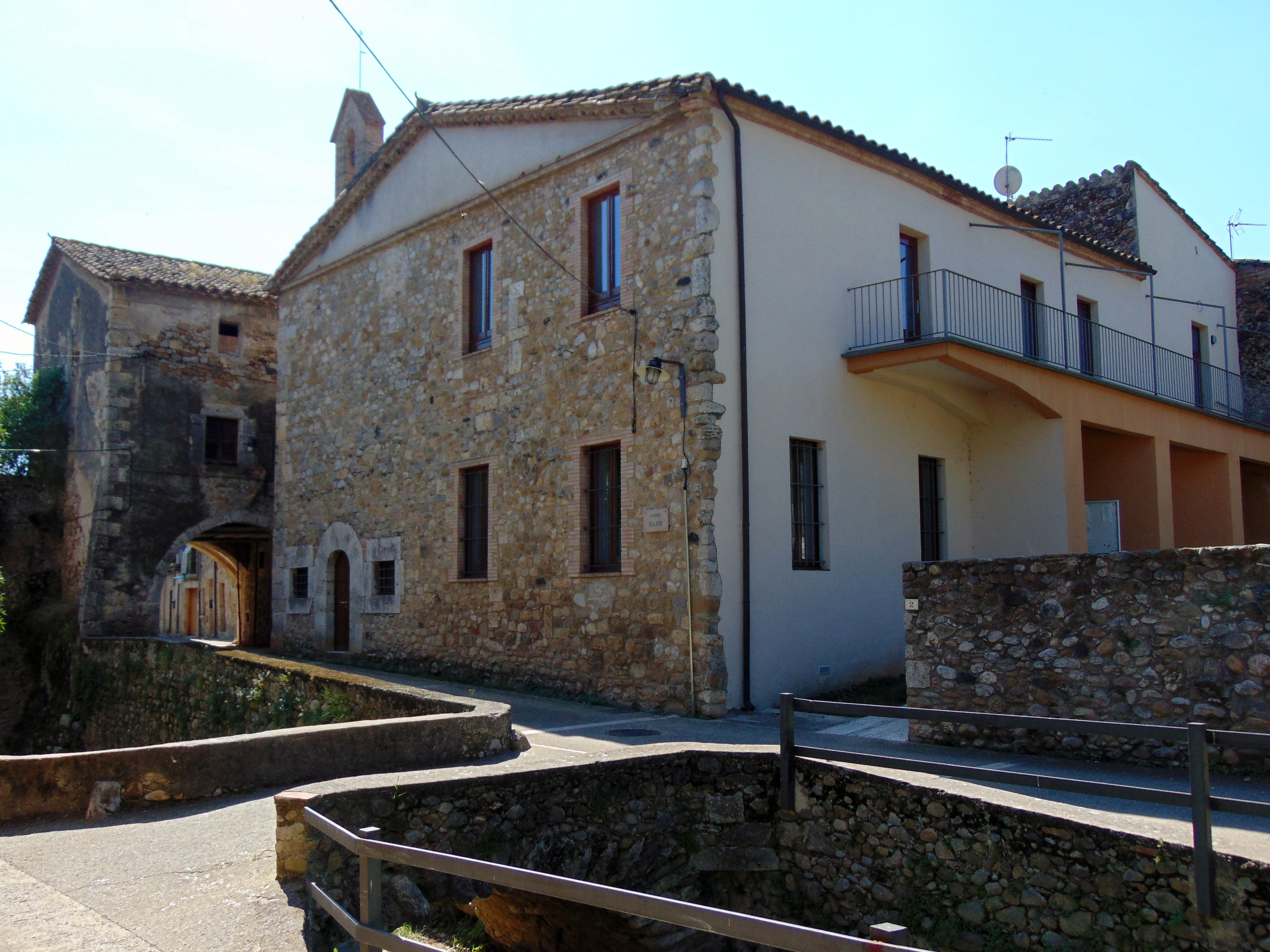
Rathaus

- Burgruine von Roca
- Burganlage von Falgons
- Michaeliskirche
- Martinskirche
- Vinzenzkirche
- Rathaus